# فابریزیو پینلی
فابریزیو پینلی (انگلیسی: Fabrizio Pinelli؛ زادهٔ ۴ مارس ۱۹۸۵) بازیکن فوتبال اهل ایتالیا است.